# Річія плавуча
Річі́я плавуча (Riccia fluitans) — водна плаваюча рослина з родини річієвих, що популярна серед акваріумістів. В акваріумі рослина відіграє роль притулку для мальків.
Рослина, як і весь рід, були описані Карлом Ліннеєм у 1753 році.

## Місця існування та ареал
Рослина дуже поширена. Трапляються в стоячих водоймах і заплавах річок, де часто може утворювати товсті «килимки» як на поверхні, так і під поверхнею води. У вологих місцях може навіть рости на ґрунті.
Широко поширена в стоячих і повільно проточних водах Європи, Азії, Північної та Південної Америки, Нової Зеландії та Африки.

## В акваріумі
В акваріумі, як правило, плаває і швидко росте на поверхні води. Рослина являє собою губчасте пухке скупчення плоских гілочок завтовшки не більш як один міліметр. Це скупчення називається «таломом». При розташуванні на 5-8 см нижче звичайної люмінесцентної лампи, піддаючись яскравому освітленню, ричія плаваюча утворює щільний, яскраво-зелений «килимок».
Річчія плаваюча невибаглива до температури і хімічного складу води. Для її розмноження часто достатньо, щоб на поверхню води акваріума потрапив шматочок талому з кількох десятків клітин.
Ричія — чудовий притулок для мальків. Її губчастий талом є місцем, де розмножуються і концентруються у великих кількостях інфузорії, які є кормом для мальків у перші дні життя. Окрім цього, рослина може виконувати функції світлофільтра.
Талом річчії є бажаною поживою золотої рибки, телескопів, вуалехвостів і інших риб.

## Культивування в акваріумі
Для культивування в акваріумі брати рослини з природних водойм неможна через велику ймовірність занесення в акваріум хвороботворних мікроорганізмів, і через те, що дикорослі рослини недостатньо пластичні у плані пристосованості (тому погано приживаються). Шматочок талому, взятий з іншого акваріума, при хорошому освітленні швидко збільшується у масі, і вже через декілька тижнів уся поверхня в акваріумі буде вкрита яскраво-зеленим килимом.
У воді, багатій на біогенні елементи, рослина розростається особливо швидко.

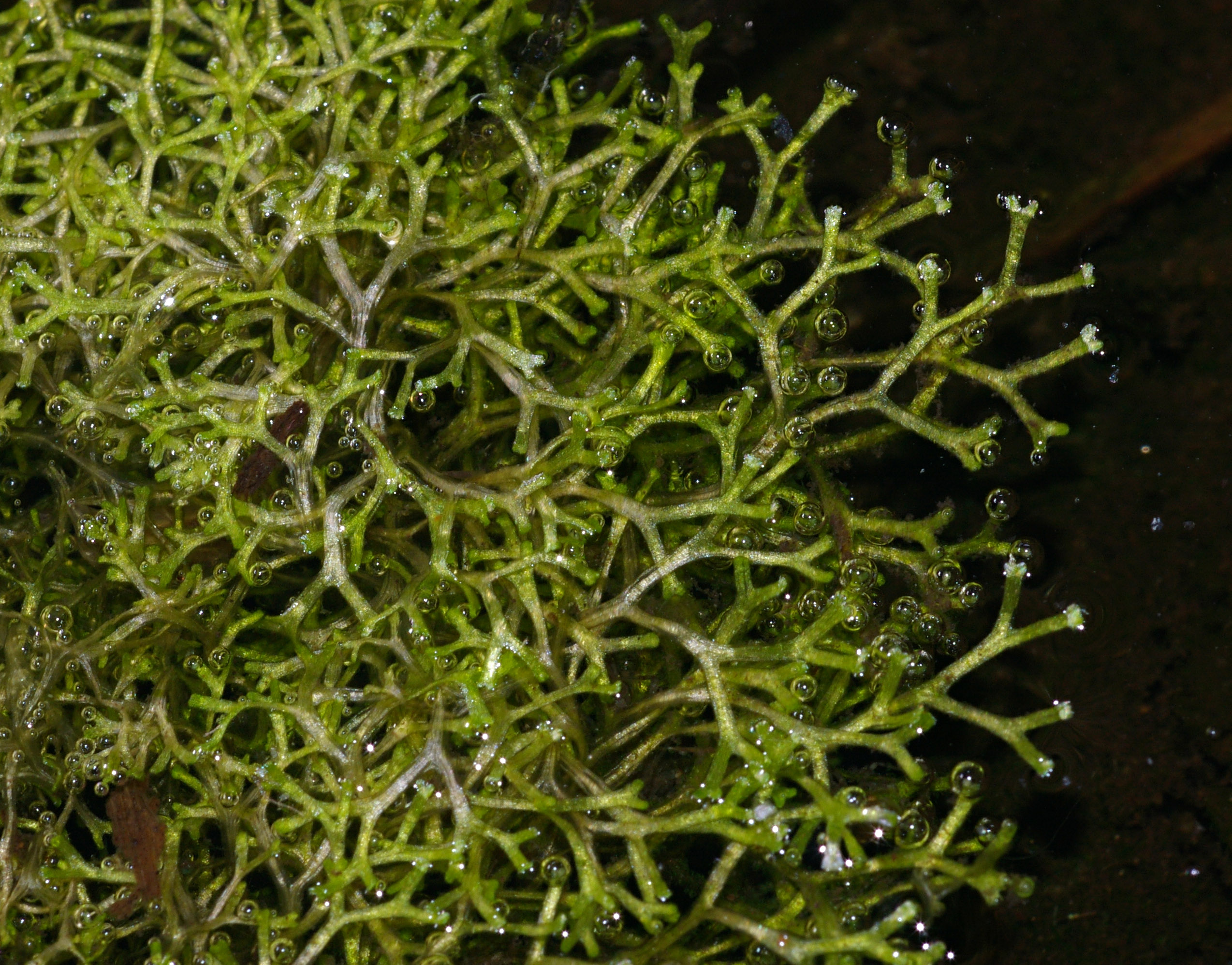
«Килимок» з ричії плаваючої (вид зверху)

При утриманні багатьох акваріумних риб та інших тварин, яким необхідне атмосферне повітря (лабіринтові, коридораси, шпоркові жаби) — річчія плаваюча може бути небезпечною, утруднюючи їм процес дихання. У таких випадках необхідно стежити, щоб шар моху на поверхні води не був товстим і суцільним.
При слабкому освітленні, особливо в осінньо-зимовий період, талом може втратити зелений колір і розпастись на частини. При яскравому освітленні річчія плаваюча всю зиму має привабливий вигляд, прикрашає інтер'єр акваріума.
Річчія плаваюча, як правило, не сумісна з ряскою, так як вона покриває поверхню води досить швидко, витісняючи річчію плаваючу.